# Турсункулов Хамракул
Хамракул Турсункулович Турсункулов (29 лютого (12 березня) 1892 , Маргеланський повітd, Ферганська область  — 9 серпня 1965 , Yangiyol Districtd, Ташкентська область ) — радянський узбецький діяч, голова колгоспу імені Кагановича (потім «Шарк Юлдуз», імені Хрущова) Янгіюльського району Ташкентської області Узбецької РСР. Тричі Герой Соціалістичної Праці (27.04.1948, 31.05.1951, 13.01.1957), один із організаторів радянського колгоспного виробництва, почесний член Академії сільськогосподарських наук Узбецької РСР (1957). Депутат Верховної ради СРСР 2—6-го скликань.

## Біографія
Народився 29 лютого (12 березня) 1892 року в кишлаку Вуаділь (нині Ферганського району Ферганської області Узбекистану) в родині наймита. Освіта початкова. До 1914 року був наймитом і конюхом у лісництві.
З 1918 року брав участь в громадянській війні та у встановленні радянської влади в Узбекистані, служив у партизанському загоні та в 7-й кавалерійській бригаді РСЧА. З 1921 року був уповноваженим 2-ї дивізії Алтайської бригади РСЧА в місті Фергані.
Після перемоги більшовиків перебував на радянській і господарській роботі: проводив водно-земельну реформу в рідному кишлаку Вуаділь. З 1923 року працював техніком, а потім дослідником Алти-Арицького районного відділу водного господарства.
Потім служив в органах державної безпеки та брав участь у ліквідації залишків басмацьких загонів. Був головою сільської ради, головою виконавчого комітету волосної ради, одним із керівників «Союзу бідняків». З 1929 року — директор радгоспу Сталінського району Ферганського округу.
У 1935 році переселився в місцевість Шуралісай Янгіюльського району Ташкентської області, де того ж року був обраний головою правління колгоспу імені Кагановича (потім «Шарк Юлдуз» («Зірка Сходу»), імені Хрущова) Янгіюльського району Ташкентської області, який після смерті був названий ім'ям Турсункулова.
Член ВКП(б) з 1946 року. Був делегатом XX, XXI і XXII з'їздів КПРС, депутатом Верховної Ради СРСР II–VI скликань, в 1958—1962 роках обирався членом Президії Верховної ради СРСР. Автор книг «Дорогу здолає той, хто йде» (1959) і «Сторінки життя» (1964).
Жив у Янгіюльському районі Ташкентської області Узбекистану, де й помер 9 серпня 1965 року. Похований на меморіальному кладовищі «Чигатай» в Ташкенті.

## Нагороди
- тричі Герой Соціалістичної Праці (27.04.1948, 31.05.1951, 13.01.1957)
- шість орденів Леніна (25.12.1944; 23.01.1946; 19.03.1947; 27.04.1948; 07.07.1949; 13.06.1950)
- два ордени Трудового Червоного Прапора (6.02.1947, 16.01.1950)
- орден «Знак Пошани» (1.03.1965)
- медаль «За трудову доблесть» (25.12.1959)
- медаль «За доблесну працю у Великій Вітчизняній війні 1941—1945 рр.» (6.06.1945)
- чотири медалі ВДНГ СРСР
- медалі